# Stanislav Dolenc
Stanislav (Stane) Dolenc, slovenski gospodarstvenik in politik, * 7. maj 1927, Novo mesto, † 1. januar 1995, Ljubljana.
Končal je srednjo tekstilno šolo v Kranju. Po vojni se je zaposlil v Novem mestu, kjer je bil od 1947 obratovodja predilnice, nato tehnični vodja, direktor in 1977-1981 glavni direktor tekstilne tovarne Novoteks. V letih 1962-1967 je bil med drugim tudi predsednik okrajnega ljudskega odbora Novo mesto in podpredsednik okrajnega ljudskega odbora Ljubljana. Od 1968-1977 je bil pomočnik in nato glavni direktor Uniteksa, Poslovnega združenja tekstilne industrije Slovenije in od 1982 direktor Poslovne skupnosti tekstilne industrije Socialistične republike Slovenije. Pod njegovim vodstvom se je Novoteks uveljavil tako v Jugoslaviji kot tudi v tujini. Leta 1983 je prejel Kraigherjevo nagrado.